# Филлипс, Артур (писатель)
Артур Филлипс (англ. Arthur Phillips; род. 23 апреля 1969, Миннеаполис, Миннесота) — американский писатель. Наиболее известны его романы — «Прага» (2002), «Египтолог» (2004), «Анжелика» (2007), «Песня — это ты» (2009), «Трагедия Артура» (2011) и «Король на краю света» (2020).

## Биография
Артур Филлипс родился в Миннеаполисе, имеет еврейские корни. В 1990 году получил степень бакалавра истории в Гарвардском университете. После двух лет, проведённых в Будапеште (1990—1992), он четыре семестра изучал игру на саксофоне в Музыкальном колледже Беркли (1992—1993).
В нескольких интервью Филлипс заявил, что был ребёнком-актёром, джазовым музыкантом, спичрайтером, рекламным копирайтером медицинских приборов и «неудачливым предпринимателем».
Филлипс жил в Будапеште с 1990 по 1992 и в Париже с 2001 по 2003, затем переехал в Нью-Йорк. 27 июля 2007 года он был показан в эпизоде программы «Эта американская жизнь», где читал свой рассказ «Вацлавская площадь». По этому рассказу Amazon Studios снимает фильм по сценарию Филлипса, режиссером которого выступит София Такал.
В 1997 году Филлипс был пятикратным чемпионом в телеигре «Jeopardy!». В 2005 году он участвовал в турнире чемпионов Jeopardy! Ultimate Tournament of Champions, но проиграл во втором раунде.
Филлипс женат на кинопродюсере Барбаре Мушкетти.

## Произведения

### Прага (2002)
Действие романа «Прага», несмотря на его название, почти полностью происходит в Будапеште, в основном в 1990 году, с отсылками к временам от Австро-Венгерской монархии до Первой и Второй мировой войны.
Сюжет романа следует за группой молодых западных экспатриантов на протяжении их жизни в Будапеште. Структура романа позволяет переплетать различные истории, создавая обобщённый портрет их самих и города, оправляющегося от последствий коммунизма, фашизма и войны. Среди постоянных тем романа — ностальгия, искренность и подлинность, а также поиски молодыми людьми смысла жизни. Роман был благосклонно принят критиками и имел финансовый успех, получив в 2003 году премию Филлипса за лучшую дебютную художественную книгу по версии Los Angeles Times/Art Seidenbaum, и ряд других наград.

### «Египтолог»(2004)
Роман построен в виде дневников, писем, телеграмм и рисунков, написанных с нескольких разных точек зрения. Основной сюжет разворачивается в 1922 году и повествует о подающем надежды исследователе, который, работая рядом с Говардом Картером, рискует своей жизнью и сбережениями в явно циничной попытке найти гробницу апокрифического египетского царя.
Книга стала международным бестселлером и имела успех у критиков. Американские критики отметили многогранность Филлипса, создавшего книгу, столь отличную от его первой, а среди поклонников книги были Гэри Штейнгарт, Джордж Сондерс, Элизабет Питерс и Стивен Кинг. Однако другие, в частности Мичико Какутани из The New York Times, сочли книгу слишком длинной и запутанной.

### «Анжелика» (2007)
«Анжелика» внешне напоминает викторианскую историю о привидениях. Критики сравнивали роман с произведениями Генри Джеймса, Владимира Набокова и Стивена Кинга. Издание The Washington Post пишет, что роман закрепил за Филлипсом репутацию «одного из лучших писателей Америки».
В романе одни и те же события пересказываются четыре раза с четырёх разных точек зрения, каждая часть ставит под сомнение предыдущую версию, пока читателю не остается самостоятельно отделить правду от фантазии. По роману был снят фильм Митчелла Лихтенштейна, премьера которого намечена на конец 2017 года.

### Романы
- 2002 Прага / Prague
- 2004 Египтолог / The Egyptologist
- 2007 Ангелика / Angelica
- 2009 The Song Is You
- 2011 Трагедия Артура
- 2020 Король на краю света